# Associació de Professionals de la Museologia de Catalunya
L'Associació de Professionals de la Museologia de Catalunya (AMC) és una associació cultural sense ànim de lucre, formada per professionals de la museologia, que treballa per a la millora i la promoció dels museus catalans i dels seus professionals. El 2013, l'Associació comptava amb més de 500 socis actius, que treballen en el món dels museus i de la conservació i gestió del patrimoni natural i cultural català.

## Història

### Antecedents
Els inicis de l'associació es remunten a la creació, l'any 1977, d'una plataforma de debat formada per treballadors dels museus de Catalunya amb la clara voluntat d'assentar les bases per a una futura política museològica catalana: L'Assemblea de Museus. La primera reunió d'aquest col·lectiu va tenir lloc el dia 8 de juliol de 1977 al Col·legi Oficial de Funcionaris de l'Administració Local de la Província de Barcelona però ben aviat, a finals del mateix mes de juliol, les reunions passarien a celebrar-se a la seu de la Fundació Joan Miró. Fruit d'aquestes trobades es redactarien diferents documents de treball per encabir la política museística catalana en el marc administratiu naixent a causa de la recuperació de les institucions desaparegudes durant el franquisme.
Arran de l'acció d'aquesta plataforma es constituiria, el dia 12 d'octubre d'aquell mateix any, l'Assemblea de Treballadors de Museus de Catalunya (ATMC), agrupant tots els treballadors d'un museu, des dels ordenances als tècnics, que començaria a treballar en la redacció de diversos documents per a l'encabiment de la política museística catalana dins la Conselleria de Cultura. L'Assemblea s'estructurava en tres nivells de treball: una Assemblea General, diverses Comissions de Treball i una Comissió Permanent.
La legalització d'aquest moviment assembleari arribaria amb la constitució de l'Associació, l'any 1983. En aquest període es publiquen els primers estudis monogràfics en articles i revistes. Però amb l'establiment d'un marc legal i administratiu entorn del patrimoni i la museologia catalana (Llei de Museus i de patrimoni i la Junta de Museus de Catalunya), l'Associació de Treballadors de Museus de Catalunya aniria perdent força.

### L'AMC
L'Associació de Museòlegs de Catalunya, pròpiament dita, es va constituir al Museu d'Història de la Ciutat de Girona el dia 30 de juny de l'any 1995 declarant-se hereva de tot el conjunt d'entitats de treballadors de museus que l'han precedida: l'Associació de Treballadors de Museus de Catalunya (creada a Barcelona el 29 de setembre de 1982) i de l'Assemblea de Museus, el grup de museòlegs del Col·legi de Doctors i Llicenciats en Lletres i en Ciències de Catalunya així com de l'Associació de Museòlegs de les Comarques de Girona (creada a Olot el 7 de juliol de 1989). Aquesta, a més, es va incorporar a l'AMC com a Secció Territorial de les Comarques de Girona. Els fons econòmics i el patrimoni documental de les associacions que la van presidir, van ser traspassats a l'AMC en el moment de llur dissolució.
L'Associació de Museòlegs de Catalunya va sorgir, doncs, com a renovació d'una associació anterior que havia perdut força, i amb la voluntat de reforçar la singularitat del perfil professional del museòleg, i de defensar la seva qualificació professional enfront de les, ja llavors, tendències a la subordinació de les polítiques museològiques cap a la rendibilitat econòmica i la quantificació de visitants com a principal eina de qualificació de les institucions.

### Presidències
El càrrec de la presidència ha recaigut en les següents persones al llarg de la història de l'associació:
- Joan Mayné
- Carles Marfà
- Carme Clusellas i Pagès
- Olga López Miguel (2015 - 2019)
- Joan Vicens Tarré (des de 2019)

## Objectius
L'Associació té com a principals objectius:
- Definir i potenciar el perfil professional del museòleg i treballar per al reconeixement social i laboral de la professió.
- Fomentar la comunicació i la relació entre els professionals dels museus.
- Vetllar pel correcte funcionament dels museus i per la salvaguarda del patrimoni natural i cultural del país.[7]

## Activitat
L'Associació de Museòlegs de Catalunya desenvolupa diferents activitats per assolir els seus objectius: en destaquen la publicació de la revista Mnemòsine, única revista de museologia escrita en català, i l'edició de manuals temàtics relacionats amb les necessitats pràctiques dels professionals dels museus.
També convoquen i concedeixen els premis de Museologia, concedits a professionals del sector o experiències museogràfiques especialment rellevants; organitzen visites tècniques a espais musealitzats; i fan formació continuada mitjançant cursos i tallers dirigits a professionals.

## Publicacions
Al llarg de la seva història, l'Associació de Museòlegs ha treballat en l'elaboració de diverses publicacions relacionades amb l'àmbit del patrimoni cultural i la seva gestió. Actualment es publica la revista Mnemòsine i, més recentment, els manuals de museologia.

### Revista Mnemòsine
La revista Mnemòsine és una publicació que pretén oferir continguts especialitzats en museologia i gestió del patrimoni cultural en català. Es va començar a publicar l'any 2004 i tot i que inicialment es pretenia que tingués una periodicitat anual, alguns exemplars van tenir una periodicitat bianual. Se'n van editar vuit números en paper fins que l'any 2019 es va engegar la versió digital de la revista, abandonant definitivament l'edició en paper.

### Manuals de Museologia
Els manuals de museologia és una col·lecció de llibres de caràcter tècnic i pràctic que pretén oferir continguts molt específics i d'interès per als professionals dels museus. Fins al moment s'ha publicat tres manuals: 
- La il·luminació als museus.[13]

- Moviment d'obres d'art: préstecs, manipulació, conservació i exhibició.
- Museus i propietat Intel·lectual.

## Organització
Els òrgans de governs de l'Associació de Museòlegs de Catalunya són:
- La Junta Directiva.
- L'Assemblea General.
- Les Seccions Territorials (de Barcelona, Girona, Lleida i Tarragona).

A més, si la Junta Directiva ho considera oportú, es poden organitzar comissions i grups de treball.
L'estructura de l'associació és de caràcter territorial i disposa de quatre seccions, una per a cada província catalana: Barcelona, Girona, Lleida i Tarragona. Cadascuna d'elles, a més té autonomia de gestió i organització.